# Neurocordulia molesta
Neurocordulia molesta là loài chuồn chuồn trong họ Corduliidae. Loài này được Walsh mô tả khoa học đầu tiên năm 1863.